# 若山与吉
若山 与吉（わかやま よきち、生没年不詳）は、現在の東京都（当時武蔵国→東京府東京市）出身で佐渡ヶ嶽部屋に所属した元力士。本名は山口 与吉。身長体重共に不明。最高位は東前頭9枚目。
1872年11月初土俵（序ノ口）。1882年1月新十両（二段目9枚目となり十両相当となった）。十両では3場所連続で勝ち越し、1883年5月新入幕。しかし、その場所中に、根津の八幡楼（根津遊廓にあった店）の養子になったため、3日目より休業。将来を嘱望されていたが、遊郭屋の養子とあってはイメージが悪く結局そのまま廃業した。廃業後の消息は不明である（根津遊廓自体、1888年に風紀上の理由〈東京帝国大学の近所だったという理由〉により洲崎（現・江東区東陽）に移転したため店の記録も残っていない）。
幕内通算1場所 1勝1敗8休の成績を残した。優勝相当成績1回（十両時代の1882年6月場所〈7勝2敗〉）。
改名歴なし